# Averroizmus
Az averroizmus Averroës középkori arab filozófus és követőinek tanítása.
Averroës Arisztotelész követője, de nem volt mentes az újplatonizmus hatásától sem. Az anyagot örökkévalónak tartotta, a gondolkodásról vallott nézeteiből pedig (csak egy értelem létezik - az istenség emanációja - és a megismerés e világértelemben való részesedés) szükségképpen következett az egyedi lélek halhatatlanságának tagadása. Averroës a Koránban kettős értelmet tételezett fel: az egyik az átlagember felfogásához alkalmazkodó, szó szerinti vagy vallási értelem, a másik pedig a szó szerinti értelem mögött rejtőző mélyebb, filozófiai mondanivaló.
Averroës a tanítása miatt összeütközésbe került az iszlám képviselőivel, akik iratait elégették, őt magát pedig visszavonulásra kényszerítették. Az Arisztotelész-szövegekhez írt kommentárjai, valamint az arisztotelészi tanokat önállóan feldolgozó írásai ennek ellenére hamarosan elterjedtek még a keresztény Nyugaton is, sőt Siger de Brabant révén a párizsi egyetemre is bekerültek.
Az így létrejött averroizmus mindenekelőtt az Averroës által megalapozott "kettős igazság" tanát fejlesztette tovább. Eszerint, ami teológiailag igaz, filozófiailag téves lehet. Egyéb tanaival is eltért az egyházi-skolasztikus állásponttól, ezért a skolasztikusok részéről sokan támadták (Albertus Magnus, Aquinói Tamás, Duns Scotus), de nem nagy eredménnyel. 
Az averroizmus a 14. században Párizson kívül Bolognában és Velencében is talajra talált, a páduai egyetemen még a 18. sz.-ban is voltak követői.
Az averroizmus miközben függetlenítette a tudományt a teológiától és a hittől, utat nyitott a tudományok és a filozófia szabadabb fejlődése elé. A kettős igazságról való nézeteit a reneszánsz valláskritika is magáévá tette. A legújabb korban egyes teológiai irányzatok is (pl. dialektikus teológia) a kettős igazság talajára helyezkedtek, hogy megkíséreljék a hagyományos hit és a modern tudományok összeütközését ezáltal elkerülni.